# 劉任遠
劉任遠（1963年—），中華民國空軍二級上將，空軍官校正期班66期（1985年班，民國74年班）畢業，現任總統府戰略顧問，曾任空軍司令、空軍副司令、空作部指揮官、空軍司令部參謀長、國防部政務辦公室主任、國防部長馮世寬辦公室主任、空軍司令部計畫處長、空軍443聯隊長、馬英九總統府武官、國防部長李傑辦公室空軍聯絡官等職。2012年7月1日晉任少將，2017年7月1日晉任中將，2022年5月1日晉任二級上將，2024年11月14日調任總統府戰略顧問。

## 荣誉

### 中华民国勋章奖章
- 三等云麾勋章（2021年9月1日于台北福兴营区颁授[7]）
- 干城甲种一等奖章（2022年5月3日于台北空军忠勇营区颁授[8]）
- 二等云麾勋章（2024年11月14日於台北總統府颁授[9]）

## 備註
1. ↑  同期同學有鄭榮豐副總長（國防部參謀本部）、陳國華主任（空軍司令部政戰室）